# Tata, Madžarska
Tata je mesto z okoli 24.000 prebivalci na Madžarskem, ki upravno spada v podregijo Tatai Županije Komárom-Esztergom.